# إليزابيث دول
إليزابيث دول (بالإنجليزية: Elizabeth Dole) (و. 1936 – م) هي سياسية، ومحامية من الولايات المتحدة الأمريكية ولدت في ساليسبري، كارولاينا الشمالية .
تولت منصب عضو مجلس الشيوخ الأمريكي (2003-01-03–2009-01-03) .
هي أول سيدة تتولى وزارة المواصلات 1983-1987 (في عهد رونالد ريغان)، كما أنها بتوليها منصب وزيرة العمل 1989-1990 (في عهد جورج بوش الأب) تصبح أول سيدة تتولى منصبين وزاريين مختلفين مع رئيسين مختلفين.
هي أول سيدة تتولى منصب سناتور لولاية نورث كارولينا عام 2003.
هي زوجة السياسي الأمريكي بوب دول، المرشح لمنصب نائب الرئيس عام 1976، والمرشح لمنصب الرئيس عام 1996.

## التعليم
تعلمت في جامعة أوكسفورد، وجامعة ديوك، وكلية هارفارد للحقوق.

## جوائز
حصلت على جوائز منها قاعة الشهرة الوطنية للمرأة.

## روابط خارجية
- إليزابيث دول على موقع الموسوعة البريطانية (الإنجليزية)
- إليزابيث دول على موقع مونزينجر (الألمانية)
- إليزابيث دول على موقع إن إن دي بي (الإنجليزية)